# Воскресенский, Аполлинарий Константинович

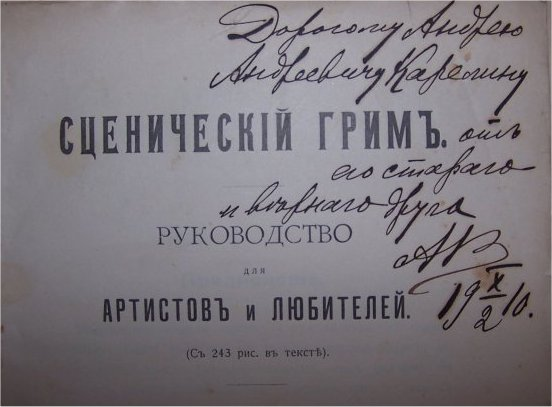
Автограф А. К. Воскресенского

Аполлинарий Константинович Воскресенский (1865, Варшава — 15 декабря 1915, Петроград) — артист балета, художник, писатель

, преподаватель, общественный деятель.

## Биография
Аполлинарий Воскресенский родился в 1865 году в Варшаве, сын аудитора казачьего полка. Артист Санкт-Петербургского балета с 10 июня 1881 года. Был в числе казенных воспитанников исполнительского факультета Петербургского театрального училища, которое окончил в 1884 году с определением в балетную труппу кордебалетным танцовщиком на жалование в 600 р., получив выходное пособие в 100 р. Был задействовал в балетах, опере и драме.
В 1886 заболел бронхиальной астмой, от которой лечился в течение нескольких лет. В 1894 просил разрешения и денежного пособия на издание составленного им «руководства к сценической гримировке», но дирекция отказала. Опубликовал книгу в журнале «Театрал» (М., 1895). В 1899 году книга вышла отдельным изданием, а в 1910 г. — вторым изданием.
По окончании в 1895 Императорской Академии художеств, где он занимался, не прекращая службы в театре, он поступил помощником художника при театре, работая над рисунками монтировочной части. От танцев систематически уклонялся, заявляя, что не может брить ни усов, ни бороды (страдал экземой). По должности художника ему назначили оклад в 300 р. добавочно к получаемому жалованию в качестве артиста. Уволен в 1901 с пенсией в 300 р. Также работал учителем рисования в различных учебных заведениях Петербурга.
В то же время состоял деятельным членом различных обществ и кружков — Общества учителей рисования (1901—1917), в котором был председателем (1907—1908, 1909—1915), и Художественно-педагогического кружка (1909—1913), где являлся казначеем.
В 1911 году — товарищ председателя на Всероссийском съезде художников в Петрограде, где выступил с двумя докладами.
В 1912 году опубликовал монографию о художнике Андрее Петровиче Рябушкине (1861—1904). Печатался в различных периодических изданиях.
Скончался 15 декабря 1915 года в Петрограде от воспаления лёгких.
Брат — Михаил Константинович Воскресенский, врач-психиатр.

## Издания

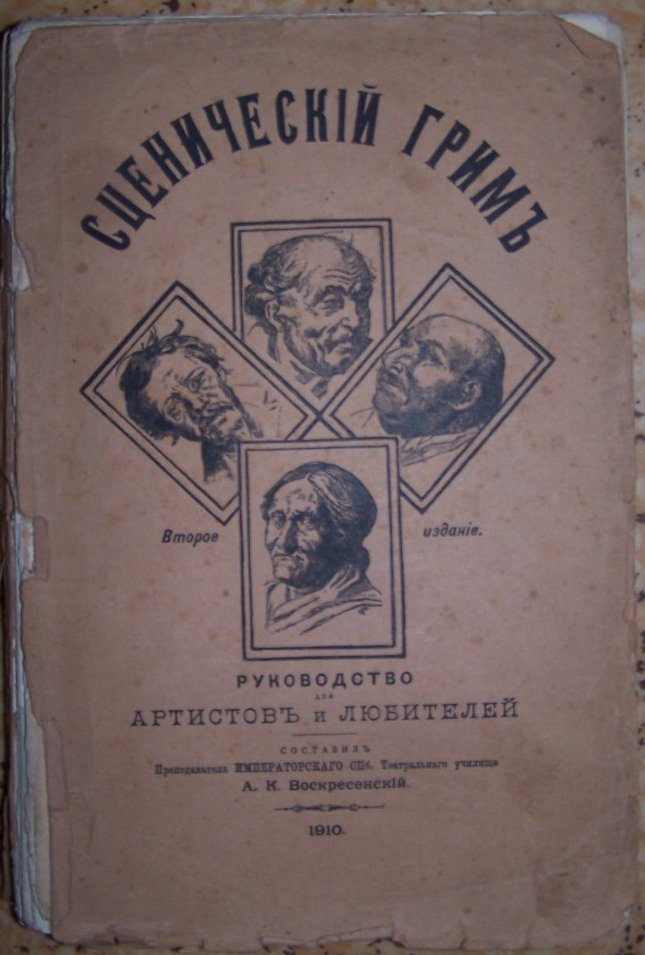
Обложка книги А.Воскресенского

- Воскресенский А. К. Опыт руководства к сценической гриммировке // Театрал. — М., 1895. — № 1-49.
- Воскресенский А. К.[7] Руководство к сценическому гриму. — СПб. : тип. Гл. упр. уделов, 1899. — 4+156+15 с.
  - Сценический грим : Руководство для артистов и любителей / Сост. преп. Имп. Спб. театр. уч-ща А. К. Воскресенский. — 2-е изд., (заново перераб. и знач. доп.). — СПб : изд. авт., 1910 (тип. Гл. упр. уделов). — 4+256+19 с.
- Воскресенский Ап. Рябушкин : Биогр. очерк. — СПб. : Н. И. Бутковская, 1912. — 10+47 с. — (Современное искусство : Сер. ил. моногр. ; Вып. 6).

редактор
- Обзор деятельности Общества учителей рисования / Под ред. В. И. Бейера и А. К. Воскресенского. [за] 1900—1902 гг.; Сост. В. И. Бейер и А. К. Воскресенский. — 1902. — 4+185 с.
- Общество учителей рисования (Петербург): Обзор деятельности Общества учителей рисования / Под ред. В. И. Бейера и А. К. Воскресенского. — Пг., 1902—1915 (обл. 1916).